# Homido
Homido — французская компания, занимающаяся разработкой аппаратных и программных решений на рынке мобильной виртуальной реальности. Имеет развитое российское подразделение. На данный момент компания обладает обширным ассортиментом VR-гарнитур: Homido V1, Homido Grab, Homido V2 и Homido Mini. Кроме того компания выпустила фирменное приложение VR Center, обеспечивающее пользователей оптимальным контентом для VR-гарнитур французского бренда.

## История

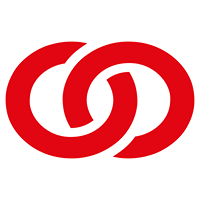
Логотип Homido

Изначально гарнитура виртуальной реальности была разработана стартапом, чья штаб-квартира располагалась в Лилле, Франция. Имя Homido было дано компании во время краудандингового сбора средств на площадке Ula, который состоялся 10 октября 2014 года. В этом же году компания Homido была официально зарегистрирована. Уже в ноябре того же года все инвесторы с Kickstarter могли найти обещанную гарнитуру у себя в почтовых ящиках, в то же время были запущены официальные продажи устройства.
Бренд Homido был создан в марте 2014 года 3 людьми:
- Скарлетт Чен (Scarlett Chen), 33 года, Китай, окончила Шанхайский университет. После 12 лет опыта в области производства, она освоила весь процесс: от проектирования до готовой продукции. Отвечает за производственный процесс и развитие продаж на китайском рынке.
- Мэттью Пармантье (Mathieu Parmantier), 32 года, Франция, окончил IESEG. Предприниматель. Специализируется на международной торговле.
- Рафаэль Сегхиер (Raphael Seghier), 33 года, Франция, окончил EDHEC. Ранее работал для французских транснациональных компаний за рубежом (Peugeot, Vallourec) и занимался запуском 3D кино в Азии.

На данный момент Homido является китайско-французским предприятием, состоящем из команды опытных профессионалов в области 3D-кино, VR, разработки мобильных приложений, дизайна и производства.
Homido также имеют точку производства в Китае, в районе Шанхая. При этом разработка продуктов происходит во Франции, но аппаратное производство располагается в Китае. Весь процесс создания VR-гарнитур находится под контролем, что обеспечивает качество и надёжность продукции.

## Мобильный шлем виртуальной реальности Homido V1

### Описание шлема
Мобильный шлем виртуальной реальности Homido V1 является первой VR-гарнитурой от французского бренда Homido. Девайс был выпущен в России в апреле 2015 года.
Устройство представляет собой мобильные очки виртуальной реальности, выполненные в чёрном цвете. Homido V1 оснащены надёжным креплением для смартфона, обладают эргономичным дизайном и линзами, разработанными по специальной французской технологии. Очки виртуальной реальности Homido V1 могут похвастаться гибкой настройкой межзрачкового расстояния и подходят для людей, страдающих дальнозоркостью и близорукостью (от −5 до +5). VR-гарнитура поддерживает мобильные устройства на базе iOS или Android с диагональю экрана от 4 до 6 дюймов.

### Технические характеристики
- Поддержка смартфонов с диагональю экрана от 4 до 6 дюймов;
- Угол обзора в 100 градусов;
- Настройка оптики от −5 до +5;
- Размеры: 166х98х93 мм;
- Вес: 195 г.

## Мобильный шлем виртуальной реальности Homido Grab

### Описание шлема
Мобильный шлем виртуальной реальности Homido Grab был выпущен на территории России в марте 2017 года (вместе с Homido Mini). Отличительной чертой нового девайса стал выделяющийся дизайн и «кнопка действия» (магнитометр), обеспечивающая беспрерывный виртуальный опыт для пользователя. Homido Grab также, как и ранее выпущенный Homido V1, обладает линзами, выполненными по французской технологии.
Homido Grab представлен в шести цветовых решениях:
- Honeybee Bite (жёлтый)
- Black Shadow (чёрный)
- Perfect Rouge (красный)
- Candy Floss (розовый)
- Blue Mist (голубой)
- Morning Ice (белый).

VR-гарнитура поддерживает смартфоны на базе iOS и Android с диагональю экрана от 4.5 до 5.7 дюймов и обладает полупрозрачной фронтальной панелью для обеспечения опыта с элементами дополненной реальности. При этом девайс получил знак качества «Works with Google Cardboard», что обеспечивает совместимость и корректную работу большей части VR-приложений.

### Технические характеристики
- Поддержка смартфонов с диагональю экрана от 4.5 до 5.7 дюймов;
- Угол обзора в 100 градусов;
- Размеры: 168х99x102 мм
- Вес: 240 г;
- Полупрозрачная фронтальная панель (совместимость с AR-приложениями).

## Мобильный шлем виртуальной реальности Homido V2

### Описание шлема
Шлем виртуальной реальности Homido V2 является последней версией из серии VR-гарнитур от бренда Homido на данный момент. Его официальный релиз в России состоялся в марте 2017 года. Новое мобильное VR-устройство получило расширенный угол обзора в 105 градусов. Колёсико на верхней части устройства позволяет быстро настроить фирменную французскую оптику под нужды пользователя.
Homido V2 поддерживает смартфоны на базе iOS и Android с диагональю экрана от 4.2 до 6 дюймов. Данный VR-девайс выпускается исключительно в чёрном цвете. Он также оснащён полупрозрачной фронтальной панелью для возможности использовать гарнитуру виртуальной реальности совместно с AR-приложениями. Стоит отметить и тот факт, что данное устройство также получил знак качества «Works with Google Cardboard», как и Homido Grab.

### Технические характеристики.
- Поддержка смартфонов с диагональю экрана от 4.2 до 6 дюймов;
- Угол обзора в 105 градусов;
- Размеры: 180x117х107 мм
- Вес: 340 г;
- Полупрозрачная фронтальная панель (совместимость с AR-приложениями).

## Очки виртуальной реальности Homido Mini
Пенсне (очки) виртуальной реальности Homido Mini представляют собой простейшее складное устройство в виде пенсне, которое крепится на мобильное устройство пользователя. Девайс оснащён фирменными линзами бренда Homido, однако не обладает какими-либо датчиками и корпусом. Homido Mini портативны, однако не способны заменить полноценный мобильный шлем виртуальной реальности. VR-пенсне отлично подойдёт для быстрого просмотра 360-градусного видео.
Пенсне виртуальной реальности Homido Mini вышло в марте 2017 года.

## Программное обеспечение
Компания Homido, помимо производства аппаратной части, является разработчиком программного обеспечения для мобильной виртуальной реальности. Приложение Homido Center представляет собой полноценный каталог всех доступных мобильных VR-приложений, которые гарантированно будут работать корректно на VR-гарнитурах от компании Homido.
Программное обеспечение предоставляет пользователям быстрый доступ к библиотеке приложений, храня всё необходимое в одном месте и разделяя контент по категориям (цена, рейтинг).

## Дополнительные факты
- Homido является французским брендом, однако он очень прижился в российском VR-сообществе;
- В переводе с эсперанто Homido означает «сын человеческий».

## Награды
• Награда Excellent Package от редакции iXBT.com (декабрь 2015);